# Volleyball Club Biel-Bienne
Il Volleyball Club Biel-Bienne è una società di pallavolo femminile con sede a Biel (Bienne). Milita nel massimo campionato svizzero.

## Storia
Il Volleyball Club Biel-Bienne nasce nel 1960. Appena fondato, il club prende subito parte alla Ligue Nationale A, vincendo ben tre edizioni consecutive ed una Coppa di Svizzera nel 1962, vinta per la seconda volta nel 1971. Dopo un lento declino e diverse stagioni trascorse nelle categorie minori, il Biel-Bienne torna nella massima serie nel 2001, senza però ottenere i risultati di un tempo.

## Palmarès
- Campionato svizzero: 3

1960-61, 1961-62, 1962-63
- Coppa di Svizzera: 2

1961-62, 1970-71